# Хейс, Билл
Уильям Фостер Хейс III (англ. William Foster Hayes III, 5 июня 1925 года, Харви, штат Иллинойс, США — 12 января 2024 года, Лос-Анджелес, США) — американский актёр и музыкант. Его песня «The Ballad of Davy Crockett» возглавляла чарты Billboard с марта по май 1955 года. Помимо успешной карьеры музыканта имел успех драматического артиста в театральной и кино сфере.

## Биография
Уильям Хейс родился в Харви, штат Иллинойс, 5 июня 1925 года. Он учился в начальной школе Уиттьера и средней школе Торнтона Тауншипа.
В марте 1943 года, будучи студентом первого курса Университета ДеПау, он записался в U.S. Navy Air Corps и на своё восемнадцатилетие получил повестку явиться на действительную военную службу 1 июля. В течение следующих 27 месяцев он проходил обучение на лётчика-истребителя. Когда закончилась Вторая мировая война, ему оставалось две недели до получения звания второго лейтенанта Корпуса морской пехоты, и он должен был летать на самолёте F8F отряда палубной авиации. Он был награждён медалью «За американскую кампанию» и Медалью Победы во Второй мировой войне.
Имея выбор между повторным зачислением на флот или немедленной демобилизацией, он выбрал гражданскую жизнь. Прежде возвращения на родину пять недель путешествовал автостопом по Среднему Западу, празднуя демобилизацию с приятелями, которые также возвращались домой. Вернувшись, принял решение завершить обучение по программе бакалавриата гуманитарных наук в Университете ДеПау, где он был членом братства Лямбда Чи Альфа. Окончил вуз в июне 1947 года с дипломом по двум специальностям «Музыка» и «Английский язык». Он получил степень магистра музыки в Северо-Западном университете и степень доктора философии в области педагогики в Университете Западной Вирджинии.
Хейс солировал в варьете Сида Сизара и Имоджен Коки в начале 1950-х годов. У него была второстепенная роль в чёрной комедии 1952 года Stop, You’re Killing Me. В 1955 году три записанные версии «The Ballad of Davy Crockett» попали в топ-30. Версия Хейса была самой популярной: она была номером 1 в Billboard Hot 100 в течение пяти недель, была продана более чем двумя миллионами копий и была награждена золотым диском. Он также исполнил главную роль на Бродвее в мюзикле Роджерса и Хаммерстайна Me and Juliet (1953). У Хейса были и другие популярные песни, включая «The Berry Tree» и каверы «High Noon» и «Wringle, Wrangle»; последний был его единственным другим хитом в Hot 100, достигнув 33-го места в 1957 году.
После успешной карьеры музыканта в конце 1960-х годов Хейс сосредоточился на драматических ролях и был утверждён на роль, которая принесла ему дополнительную известность среди молодого поколения. Эта новая глава его творческой карьеры началась в 1970 году, когда он создал образ Дага Уильямса в сериале NBC «Дни нашей жизни»; Последнее появление персонажа в программе было посмертно транслировано на канале Peacock 11 июля 2024 года.
В фильме Days of Our Lives Хейс был представлен как заключённый, который пел в лаунж-баре. Его персонаж возвращался в 1986 и 1987 годах, а также в 1993 и 1996 годах. Позже Хейс участвовал в шоу с 1999 года. Его персонаж был убит весной 2004 года доктором Марленой Эванс, но в сложном сюжете, придуманном главным сценаристом Джеймсом Э. Рейли, он неожиданно восрес на тропическом острове и вернулся оттуда к своей жене.
В 2017 году в сети был выпущен документальный фильм World by the Tail о жизни Билла Хейса. 27 июня 2017 года, находясь среди зрителей шоу, Хейс дал импровизированное интервью в специальном веб-ресурсе для The Tonight Show Starring Jimmy Fallon; в лучшие годы своей карьеры он был гостем на шоу Джонни Карсона.
Хейс состоял в браке с Мэри Хоббс (1947—1969); в этом браке родилось пятеро детей. А в 1974 году он женился на своей партнёрше по сериалу «Дни нашей жизни» Сьюзан Сифорт Хейс. В этих отношениях они были столь популярны, что в 1976 году вместе были представлены на обложке журнала Time, и стали единственными звездами мыльных опер, которые удостоились этого звания на сегодняшний день. В 2005 году пара опубликовала свою совместную автобиографию «Как песок сквозь песочные часы».
Билл Хейс умер в Лос-Анджелесе 12 января 2024 года, ему было 98 лет